# Nicholsina
Nicholsina is een geslacht van straalvinnige vissen uit de familie van de papegaaivissen (Scaridae). Het geslacht is voor het eerst wetenschappelijk beschreven in 1915 door Fowler.

## Soorten
- Nicholsina denticulata (Evermann & Radcliffe, 1917)
- Nicholsina usta
  - Nicholsina usta collettei Schultz, 1968
  - Nicholsina usta usta (Valenciennes, 1840)